# Alessandro Ronconi
Alessandro Ronconi (Firenze, 2 novembre 1909 – Firenze, 4 aprile 1982) è stato un latinista, filologo classico e traduttore italiano.

## Biografia
Figlio dell'avvocato Gastone Ronconi e di Eugenia Bussinello, entrò in contatto fin dalla prima giovinezza con personalità eminenti dell'ambiente culturale fiorentino, come il dantista Francesco Maggini e il filologo classico Ugo Enrico Paoli. Quest'ultimo, in particolare, ispirò il successivo interesse di Ronconi nei confronti degli aspetti formali del linguaggio giuridico.
Dopo gli studi liceali presso il Liceo Michelangiolo di Firenze, indirizzato dal padre si iscrisse dapprima alla Facoltà di Giurisprudenza dell'Università di Firenze, che lasciò per passare alla per lui più congeniale Facoltà di Lettere. Qui ebbe tra i suoi docenti Giorgio Pasquali e Giacomo Devoto, sotto la guida del quale pubblicò, ancora studente, il suo primo articolo dedicato a Il dialetto della Panfilia. Ampi estratti della sua tesi di laurea, redatta sotto la guida di Pasquali, furono pubblicati nella rivista Studi Italiani di Filologia Classica con il titolo Per un'onomastica antica dei mari.
Subito dopo la laurea, Ronconi insegnò nei Licei di Firenze, Pisa e Perugia. Conseguita la libera docenza in Grammatica greca e latina, nel 1938 fu chiamato a insegnare Lingua e letteratura latina presso la Facoltà di Magistero dell'Università di Urbino, di cui fu preside dal 1945 al 1948. Nel novembre del 1948 passò a insegnare Letteratura latina all'Università di Bari, dove rimase fino al 1951, quando si trasferì all'Università di Firenze. Qui ricoprì la cattedra di Lingua e letteratura latina che era stata di Ugo Enrico Paoli, mantenendola fino al pensionamento, avvenuto nel 1981.
L'attività di ricerca di Ronconi spaziò dalla letteratura arcaica (Ennio, Plauto, Terenzio in particolare), all'età classica (Cicerone, Orazio, Virgilio). Caratteristica principale della sua produzione fu una «attenta analisi dei testi e dalle interpretazioni puntuali, sovente in stretto rapporto con i problemi della traduzione artistica, che Ronconi stesso coltivò in autori a lui particolarmente cari come l'Orazio delle Satire e Terenzio. Un lavoro che rimane ancora oggi fondamentale negli studi latini è il commento al Somnium Scipionis ciceroniano».
Dal giugno del 1972 e fino alla morte, Ronconi fu presidente dell'Associazione italiana di cultura classica.
A testimonianza del legame con l'Università di Urbino, Ronconi lasciò all'Istituto di Filologia classica la sua biblioteca personale.

## Opere
- Il verbo latino: principi di sintassi storica, Zanichelli, Bologna 1946
- Da Lucrezio a Tacito, D'Anna, Messina - Firenze 1950
- La letteratura romana. Saggio di sintesi storica, Le Monnier, Firenze 1968
- Filologia e linguistica, Edizioni dell'Ateneo, Roma 1968